# Primi ministri delle Figi
I primi ministri delle Figi susseguitisi a partire dal 1970 sono i seguenti. Dal 2014 sono eletti dal Parlamento delle Figi.

## Elenco
| Presidente | Presidente | Presidente        | Partito                      | Mandato          | Mandato         |
| Presidente | Presidente | Presidente        | Partito                      | Inizio           | Fine            |
| ---------- | ---------- | ----------------- | ---------------------------- | ---------------- | --------------- |
|            |            | Kamisese Mara     | Partito dell'Alleanza        | 10 ottobre 1970  | 13 aprile 1987  |
|            |            | Timoci Bavadra    | Partito Laburista delle Figi | 13 aprile 1987   | 14 maggio 1987  |
|            |            | Kamisese Mara     | Indipendente                 | 15 dicembre 1987 | 2 giugno 1992   |
|            |            | Sitiveni Rabuka   | Partito Politico delle Figi  | 2 giugno 1992    | 19 maggio 1999  |
|            |            | Mahendra Chaudhry | Partito Laburista delle Figi | 19 maggio 1999   | 27 maggio 2000  |
|            |            | Tevita Momoedonu  | Partito Laburista delle Figi | 27 maggio 2000   | 27 maggio 2000  |
|            |            | Laisenia Qarase   | Indipendente                 | 4 luglio 2000    | 14 marzo 2001   |
|            |            | Tevita Momoedonu  | Partito Laburista delle Figi | 14 marzo 2001    | 16 marzo 2001   |
|            |            | Laisenia Qarase   | Partito Unito delle Figi     | 16 marzo 2001    | 5 dicembre 2006 |
|            |            | Jona Senilagakali | Indipendente                 | 5 dicembre 2006  | 4 gennaio 2007  |
|            |            | Frank Bainimarama | Militare                     | 5 gennaio 2007   | 31 marzo 2014   |
|            | FijiFirst  | Frank Bainimarama | 31 marzo 2014                | 24 dicembre 2022 |                 |
|            |            | Sitiveni Rabuka   | Alleanza del Popolo          | 24 dicembre 2022 | in carica       |